# АЕС Неккарвестгайм
АЕС Неккарвестгайм (нім. Kernkraftwerk Neckarwestheim) — колишня атомна електростанція в Німеччині, потужністю 2240 МВт (до березня 2011 року, коли було вирішено зупинити перший реактор). Потужність другого реактора, становила 1400 МВт. АЕС належить EnBW Kernkraft GmbH.
15 квітня 2023 року в рамках відмови від ядерної енергетики її було виведено з експлуатації 
.

## Дані енергоблоків
АЕС має 2 енергоблоки:
| Енергоблок               | Тип реактору                       | Нетто- потужність | Брутто- потужність | Початок будівництва | Синхронізація з електромережею | Комерційна експлуатація | Закриття   |
| ------------------------ | ---------------------------------- | ----------------- | ------------------ | ------------------- | ------------------------------ | ----------------------- | ---------- |
| Neckarwestheim 1 (GKN 1) | Водо-водяний ядерний реактор (PWR) | 785 МВт           | 840 МВт            | 01.02.1972          | 03.06.1976                     | 01.12.1976              | 16.03.2011 |
| Neckarwestheim 2 (GKN 2) | Водо-водяний ядерний реактор (PWR) | 1310 МВт          | 1400 МВт           | 09.11.1982          | 03.01.1989                     | 15.04.1989              | 15.04.2023 |